# توشیهیرو یاماگوچی
توشیهیرو یاماگوچی (به انگلیسی: Toshihiro Yamaguchi) بازیکن فوتبال اهل ژاپن و عضو تیم ملی فوتبال ژاپن است که در تاریخ ۰۸ ژوئیه ۱۹۹۴ میلادی اولین بازی ملی‌اش را انجام داد. او در ۴ بازی ملی حضور داشت و آخرین بازی ملی خود را در تاریخ ۸ ژانویه ۱۹۹۵ میلادی انجام داد. توشیهیرو یاماگوچی در بازی‌های ملی‌اش
گلی به ثمر نرساند.